# Wessington
Wessington é uma cidade localizada no estado norte-americano de Dacota do Sul, no Condado de Beadle e Condado de Hand.

## Demografia
Segundo o censo norte-americano de 2000, a sua população era de 248 habitantes.
Em 2006, foi estimada uma população de 224, um decréscimo de 24 (-9.7%).

## Geografia
De acordo com o United States Census Bureau tem uma área de
1,0 km², dos quais 1,0 km² cobertos por terra e 0,0 km² cobertos por água. Wessington localiza-se a aproximadamente 432 m acima do nível do mar.

## Localidades na vizinhança
O diagrama seguinte representa as localidades num raio de 28 km ao redor de Wessington.